# 宇和島市立城北中学校
宇和島市立城北中学校（うわじましりつじょうほくちゅうがっこう）は、愛媛県宇和島市にある公立中学校。

## 概要
生徒会活動が自主的で活発な学校である。近年、中高一貫の愛媛県立宇和島南中等教育学校の設立により生徒数が減少している。

## 通学区域
以下の小学校校区。
- 宇和島市立住吉小学校
- 宇和島市立和霊小学校
- 宇和島市立高光小学校

## 教育方針

### 基本方針
- 地域の期待に応え、城北中学校の伝統を継承し、新たな時代をたくましく生きる人間性豊かな生徒の育成を目指す。

### 教育目標
- 心身ともにたくましく 夢実現を目指す生徒

## 生徒会活動
城北中生徒会は全校生徒が会員である。

### 委員会
- 自治委員会: リーダーとして学級を統括、行事の企画運営に参加。
- 人権委員会: 全校生徒の人権意識の啓発に努める人権集会の実施。人権新聞の発行。
- 学習委員会: 学習面で学級を統括し、学習クラスマッチの運営を行う。
- 放送委員会: 校内放送の充実・諸行事での放送機器の設営。
- 保健委員会: 健康観察、けが人・病人の連絡。保健だよりの発行。
- 体育委員会: 体育祭の企画運営・用具管理。体育館・運動場の整備。
- 図書委員会: 図書の貸出、整理、新刊紹介。読書マラソンの実施。図書館だよりの発行。
- 生活委員会: 服装・黙想チェック、登下校の交通マナー。
- 整美委員会: 清掃状況の調査及び指導。用具管理。花の世話。
- 給食委員会: 給食の準備・片付けの補助。衛生やマナーに関する注意。

### 生徒総会
毎年1回、1学期中に行う。場合により、2学期に1度開く。全校生徒が参加する最高議決機関。

## 部活動
運動部
- 軟式野球部
- 男女陸上部
- 男女ソフトテニス部
- 女子バレーボール部
- 女子ソフトボール部
- 男女バスケットボール部
- サッカー部
- 男女卓球部
- 男女柔道部
- 男女剣道部
- 男女水泳部
- 男女体操競技部

文化部
- 吹奏楽部
- 美術部
- 茶道部
- 華道部

## 愛唱歌
- 宇和島市立城北中学校校歌　
  - 作詞: 国村三郎
  - 作曲: 清家嘉寿恵
- 応援歌『我らの城北』

## 入らずの森
「入らずの森」は、平成5年度からの校舎改築を始めるに当たり、撤去か保存かということで新聞等に取り上げられ話題となった。撤去側の主張は、運動場の面積の約5分の1を占めることから、部活動や体育において支障をきたすというものであった。これに対し保存側の主張は、運動場に映える森の緑は生徒の情操教育の面から考えると非常に役に立っている。また、多くの卒業生がこの森に思い出が込められているというものだった。
入らずの森は、その名のとおり草木の保存に努めるため、中に入ってはいけない。また、森の頂上には祠がある。さらに、森の西北部、体育館との間には岩石園があり、何十種類かの四国各地で採集された岩石が並べられている。
ちなみに、森の清掃は体育委員および周辺を使用する部活(ソフトテニス部等)が受け持つ。
　　　　　　　　　　　　　　　　　　　　　　　　　　　
- 森は典型的な極相林（自然な状態で放っておくとできる森林）。
- 主要な草木: 山桃、竹、フジツバキ、椎の木、リュウノヒゲなど

## 行事
- 5月 - 遠足・生徒総会
- 8月 - 学級レクレーション
- 9月 - 体育祭
- 11月 - 文化祭(合唱コンクール)
- 11月 - 人権集会
- 12月 - 生徒会長選挙・任命式
- 1月 - 生徒会本部・委員長引継ぎ式
- 1月 - 委員任命式

その他 、挨拶クラスマッチ、学習クラスマッチなどがたびたび催される。

## 周辺
- 和霊神社
- 宇和島和霊町郵便局
- 須賀川
- 和霊公園

## アクセス
- JR予讃線 - 宇和島駅から北へ500m
- 宇和島バス - 和霊元町にて下車